# ويليام بي. كوبر (سياسي)
ويليام بي. كوبر (بالإنجليزية: William B. Cooper) هو قاضي وفلاح وسياسي أمريكي، ولد في 16 ديسمبر 1771 في لوريل في الولايات المتحدة، وتوفي بنفس المكان في 29 أبريل 1849. نشط حزبياً في الحزب الفيدرالي الأمريكي. وقد انتخب حاكم ولاية ديلاوير ‏ (19 يناير 1841 – 21 يناير 1845).